# Helenki
Helenki – część miasta Śremu oraz osiedle bloków wielorodzinnych w południowo-zachodnim Śremie zbudowane według planu realizacyjnego poznańskiego Miastoprojektu, projektu architekt Barbary Namysł oraz domków jednorodzinnych w zachodnim, położone w otulinie Parku przy ulicy im. gen. Dezyderego Chłapowskiego.

## Nazwa
Nazwa wywodzi się od imienia "Helena", ustaliła się po I wojnie światowej i pochodzić może, według różnych podań, od:
- właścicielki lokalnych dóbr,
- dziewczynki, która zaginęła w tutejszym lesie,
- żyjącej dawniej zielarki, czy też czarownicy[1].

## Komunikacja
Połączenie z centrum miasta umożliwiają autobusy komunikacji miejskiej (linie: 1, 2, 5, 7, 8, 9, 10, 11).

## Obiekty
- Kościół pw. Najświętszego Serca Jezusa
- Aula im. Jana Pawła II
- Kościół pw. bł. Michała Kozala
- Szkoła Podstawowa nr 6 im. Braci Barskich przy ul.Konstytucji 3 Maja.
- Cmentarz komunalny na peryferiach osiedla

## Park 750-lecia lokacji miasta
W centrum osiedla znajduje się Park 750-lecia lokacji miasta, zlokalizowany między ulicami Aleje Solidarności i Kopernika oraz Szkołą Podstawową nr 6. Oddziela osiedle Helenki Wysokie od osiedla Słoneczne Wzgórze. Jest najmłodszym parkiem w Śremie utworzonym w 2003 roku. Centralną aleją w parku jest Aleja Jana Pawła II, otoczona 14 dębami (liczba encyklik Papieża Jana Pawła II).

## Plany osiedla

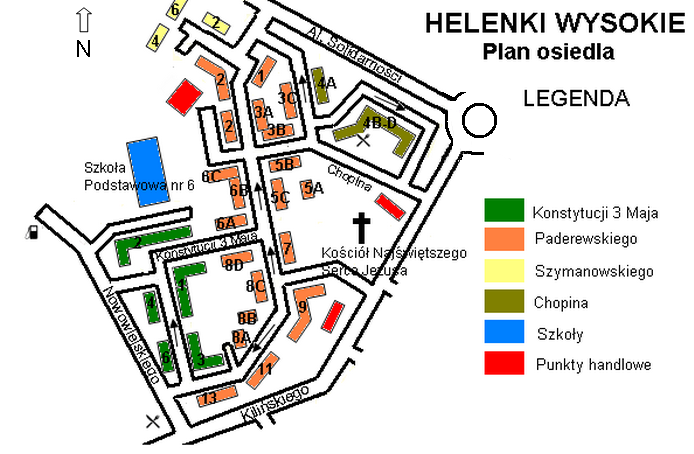
Część wielorodzinna
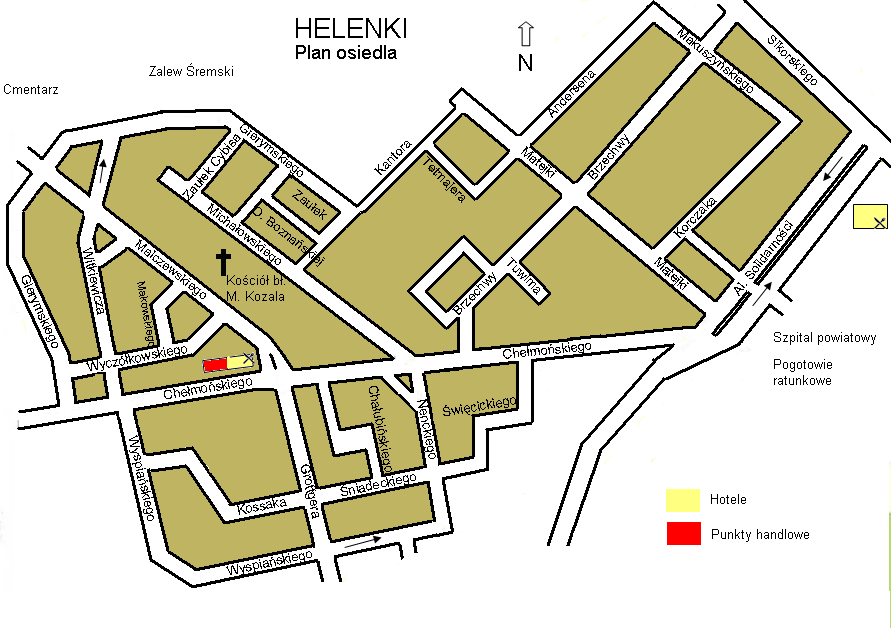
Część z domami jednorodzinnymi